# یو دونگ
یو دونگ (انگلیسی: Yu Dong؛ زادهٔ ۱۹۷۱ میلادی) کارآفرین، تهیه‌کننده فیلم و مجری تلویزیون اهل چین است.
از فیلم‌ها یا برنامه‌های تلویزیونی که وی در آن نقش داشته است می‌توان به «دراگون تایگر گیت» اشاره کرد. او در سال ۱۹۹۹ شرکت پولیبونا فیلمز را تأسیس کرد.